# Pijama
|  | Per a altres significats, vegeu «Pijama (postres)». |

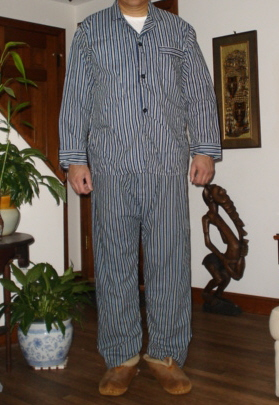
Pijama

El pijama és un vestit que s'utilitza per dormir. Habitualment consta d'una peça superior en forma de jaqueta, brusa o samarreta, i una d'inferior en forma de pantaló de camal curt o llarg. El pijama original són uns amplis pantalons lleugers lligats a la cintura amb un cordó, que s'usa a diferents regions d'Àsia pels dos sexes.
Per similitud també s'anomena pijama a vestits de treball del personal sanitari i d'altres oficis, que consten de dues peces de tela prima i tall ample per moure-s'hi amb comoditat.
La paraula pijama, que originalment deriva de la paraula persa پايجامه (peyjama que vol dir "vestit per les cames"), fou incorporada a l'anglès com a "pyjama" o "pajama" durant el període del Raj Britànic a través de l'hindustànic (llengua precursora dels actuals urdú i hindi).